# Cosmos
Cosmos foi uma série de TV realizada por Carl Sagan e sua esposa Ann Druyan, produzida pela KCET e Carl Sagan Productions, em associação com a BBC e a Polytel International, veiculada na PBS em 1980. A série Cosmos é um dos mais formidáveis exemplos da amplitude e eficácia que a divulgação científica pode atingir por meios audiovisuais, quando servida por uma personalidade carismática como Carl Sagan e por meios técnicos adequados.

## Visão geral

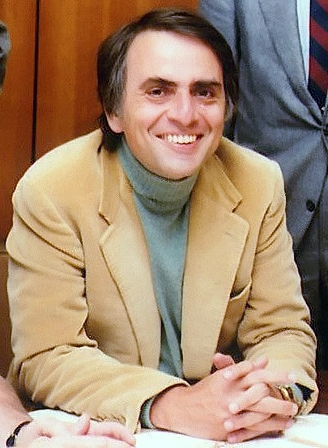
Carl Sagan, um dos produtores de Cosmos.

Cosmos foi produzido em 1978 e 1979 pela afiliada da PBS em Los Angeles, a KCET, com um orçamento de aproximadamente US$ 6,3 milhões, com mais de US$ 2 milhões adicionais investidos em divulgação. O formato do programa é semelhante aos documentários anteriores da BBC, como Civilization, de Kenneth Clark, The Ascent of Man, de Jacob Bronowski, e Life on Earth, de David Attenborough. No entanto, ao contrário daquelas séries, que foram filmadas inteiramente em filme, Cosmos utilizou fitas de vídeo para cenas interiores e efeitos especiais, sendo o filme usado para exteriores. A BBC - co-produtora do Cosmos - posteriormente exibiu a série, mas os episódios foram cortados para caber na grade de 50 minutos.
A série se destaca por seu uso inovador de efeitos especiais, que permitem a Sagan percorrer ambientes que são, na verdade, maquetes, e não cenários completos. A trilha sonora inclui trechos de música fornecidos pelo compositor grego Vangelis, como Alpha, Pulstar e Heaven and Hell Part 1 (o último movimento serve como tema central da série, e é diretamente referenciado pelo título do quarto episódio). Ao longo das 13 horas da série, muitas faixas de vários álbuns dos anos 1970 são usadas, como Albedo 0,39, Meddle, Spiral, Ignacio, Beaubourg e China. O sucesso mundial da série colocou a música de Vangelis nas casas de muitos e chamou a atenção de um público global.
A Turner Home Entertainment comprou Cosmos da produtora de séries KCET em 1989. Ao fazer a transição para a televisão, os episódios de uma hora foram editados em episódios menores, e Sagan filmou novos epílogos para vários episódios, nos quais discutiu novas descobertas (e pontos de vista alternativos) que haviam surgido desde a transmissão original. Um 14º episódio, consistindo de uma entrevista entre Sagan e Ted Turner, também foi produzido. Esta nova versão da série acabou sendo lançada como um box VHS. Esta mesma versão reeditada também foi lançada em LaserDisc.
Cosmos esteve indisponível por muitos anos após seu lançamento inicial devido a problemas de direitos autorais com a trilha sonora, até ser lançado em 2000 em DVD com legendas em sete idiomas e som 5.1 remasterizado incluídos, assim como uma faixa alternativa de novas músicas e efeitos sonoros. Em 2005, o The Science Channel retransmitiu a série para seu 25º aniversário, com efeitos computadorizados e filmagens atualizadas, som digital e informações sobre descobertas científicas relevantes nos 25 anos passados. Apesar de ser exibido novamente no Science Channel, o tempo total para os 13 episódios originais (780 minutos) foi reduzido em 25% para 585 minutos (45 minutos por episódio), a fim de abrir espaço para comerciais.
Em um lançamento em 2009 no Reino Unido, a Fremantle Media Enterprises restaurou e remasterizou digitalmente a série original em um conjunto de DVDs de cinco discos que incluía atualizações científicas de bônus.
No Brasil, a série foi exibida pela primeira vez pela Globo entre 22 de agosto e 14 de novembro de 1982, aos domingos depois do Fantástico, apresentada então pelo ator e dublador Reynaldo Gonzaga, mas com Carl Sagan sendo dublado por Sílvio Navas. Posteriormente, em 2008, a série passou a ser exibida pelo canal TV Escola com nova dublagem de Sérgio Stern, feita através dos estúdios Synapse. O cientista brasileiro Marcelo Gleiser apresentou em 2006, no Fantástico, uma série denominada Poeira das Estrelas, um programa de divulgação científica feito nos moldes de Cosmos, segundo Gleiser, o nome de tal série foi dada graças a uma frase dita por Carl Sagan na série Cosmos dizendo que: "Todos nós somos poeira das estrelas", tal episódio da série de Sagan contava sobre estrelas, Gleiser remodelou tal frase dizendo no primeiro episódio de Poeira das Estrelas: "... uma vez o astrônomo americano Carl Sagan disse que somos todos 'Poeira das Estrelas'".